# Грачец
Грачец је насељено место у саставу општине Брцковљани у Загребачкој жупанији, Хрватска. До територијалне реорганизације у Хрватској налазио се у саставу бивше велике општине Дуго Село.

## Становништво
На попису становништва 2011. године, Грачец је имао 1.127 становника.

## Попис1991.
На попису становништва 1991. године, насељено место Грачец је имало 603 становника, следећег националног састава:
| Попис 1991.‍  | Попис 1991.‍  | Попис 1991.‍ | Попис 1991.‍ | Попис 1991.‍ |
| ------------ | ------------ | ----------- | ----------- | ----------- |
|              |              |             |             |             |
| Хрвати       | Хрвати       |             | 565         | 93,69%      |
| Срби         | Срби         |             | 10          | 1,65%       |
| Југословени  | Југословени  |             | 7           | 1,16%       |
| Албанци      | Албанци      |             | 2           | 0,33%       |
| Мађари       | Мађари       |             | 1           | 0,16%       |
| Муслимани    | Муслимани    |             | 1           | 0,16%       |
| Словенци     | Словенци     |             | 1           | 0,16%       |
| остали       | остали       |             | 3           | 0,49%       |
| неопредељени | неопредељени |             | 5           | 0,82%       |
| регион. опр. | регион. опр. |             | 2           | 0,33%       |
| непознато    | непознато    |             | 6           | 0,99%       |
| укупно: 603  |              |             |             |             |